# Tom Hooper (đạo diễn)
Thomas George "Tom" Hooper (sinh 1972) là đạo diễn phim và truyền hình cho các nước Anh và Úc. Hooper bắt đầu làm phim ngắn lúc 13 tuổi, và bộ phim ngắn chuyên nghiệp đầu tiên của ông, Painted Faces, được phát trên kênh Channel 4 năm 1992. Tại Đại học Oxford, Hooper làm đạo diễn và đóng cho các chương trình quảng cáo thương mại. Sau khi tốt nghiệp, ông làm đạo diễn cho Quayside, Byker Grove, EastEnders và Cold Feet.
Hooper giành giải Oscar cho đạo diễn xuất sắc nhất năm 2011 cho bộ phim The King's Speech.